# Villeneuve-lès-Lavaur
Villeneuve-lès-Lavaur é uma comuna francesa na região administrativa da Occitânia, no departamento de Tarn. Estende-se por uma área de 6.16 km², e possui 144 habitantes, segundo o censo de 2018, com uma densidade de 23 hab/km².